# Яндовище (Курская область)
Яндовище — село в Конышёвском районе Курской области России. Входит в состав Машкинского сельсовета.

## География
Село находится в северо-западной части Курской области, в пределах Среднерусской возвышенности, в лесостепной зоне, на берегах ручья Ендовище (Липовый Колодезь), на расстоянии примерно 16 километров (по прямой) к северо-востоку от Конышёвки, административного центра района. Абсолютная высота — 193 метра над уровнем моря.

### Климат
Климат характеризуется как умеренно континентальный, с тёплым летом и умеренно холодной зимой. Среднегодовая температура воздуха — 5,1 °C. Абсолютный минимум температуры воздуха самого холодного месяца (января) составляет −37 °C; абсолютный максимум самого тёплого месяца (июля) — 35 °C. Среднегодовое количество атмосферных осадков составляет 582 мм, из которых 460 мм выпадает в тёплый период.
| Показатель                                                                      | Янв. | Фев. | Март | Апр. | Май  | Июнь | Июль | Авг. | Сен. | Окт. | Нояб. | Дек. | Год  |
| ------------------------------------------------------------------------------- | ---- | ---- | ---- | ---- | ---- | ---- | ---- | ---- | ---- | ---- | ----- | ---- | ---- |
| Средний суточный максимум, °C                                                   | −4,1 | −3,2 | 2,6  | 12,8 | 19,1 | 22,4 | 24,9 | 24,2 | 17,9 | 10,3 | 3,3   | −1,2 | 10,8 |
| Средняя температура, °C                                                         | −6,1 | −5,6 | −0,9 | 8    | 14,5 | 18,1 | 20,6 | 19,7 | 13,8 | 7,1  | 1,1   | −3,1 | 7,3  |
| Средний суточный минимум, °C                                                    | −8,5 | −8,6 | −4,9 | 2,6  | 8,9  | 12,8 | 15,7 | 14,6 | 9,6  | 3,9  | −1,1  | −5,3 | 3,3  |
| Норма осадков, мм                                                               | 51   | 45   | 47   | 51   | 63   | 70   | 80   | 56   | 59   | 58   | 49    | 50   | 679  |
| Источник: Погода по месяцам c ru.climate-data.org(дата обращения: Октябрь 2021) |      |      |      |      |      |      |      |      |      |      |       |      |      |

### Часовой пояс
Село Яндовище, как и вся Курская область, находится в часовой зоне МСК (московское время). Смещение применяемого времени относительно UTC составляет +3:00.

## История
В 1715 году деревня Ендовище обрела статус села в связи с постройкой Никитской церкви.
До отмены крепостного права в 1861 году Яндовище было частично казённым, частично владельческим селом. В 1862 году здесь было 47 дворов, проживало 362 человека (167 мужского пола и 195 женского). В селе действовал православный храм, освящённый в честь мученика Никиты Готского. Приход храма состоял из села Яндовище и деревень Булгаковки, Рожни и Узника.
В начале XX века село входило в состав Машкинской волости Дмитриевского уезда. В 1902 году в Яндовище проживало 356 человек (по 178 мужского и женского пола).
В 1937 году в селе было 94 двора.
Никитский храм в селе Яндовище был закрыт в 1930-е годы. В 1943 году службы в храме возобновились, однако уже в 1949 году храм был снова закрыт. С 1950 по 1991 год здание церкви использовалось как хранилище зерна.

## Население
| 2002 | 2010 |
| ---- | ---- |
| 62   | ↘29  |

### Половой состав
По данным Всероссийской переписи населения 2010 года в половой структуре населения мужчины составляли 27,6 %, женщины — соответственно 72,4 %.

### Национальный состав
Согласно результатам переписи 2002 года, в национальной структуре населения русские составляли 100 %.